# Liste der Kulturgüter von nationaler Bedeutung im Kanton Schaffhausen
Diese Liste enthält alle national bedeutenden Kulturgüter (A-Objekte, geregelt in KGSV) im Kanton Schaffhausen, die in der Ausgabe 2009 (Stand: 1. Januar 2018) des Schweizerischen Inventars der Kulturgüter von nationaler und regionaler Bedeutung vermerkt sind. Sie ist nach politischen Gemeinden sortiert; enthalten sind 47 Einzelbauten, sieben Sammlungen und 18 archäologische Fundstellen.

## Abkürzungen
- A: Archäologie
- Arch: Archiv
- B: Bibliothek
- E: Einzelobjekt
- M: Museum
- O: Mehrteiliges Objekt

## Inventar nach Gemeinde

### Gächlingen
| KGS-Nr. | Foto | Objektbezeichnung                     | Typ | Adresse     | Koordinaten     |
| ------- | ---- | ------------------------------------- | --- | ----------- | --------------- |
| 09657   |      | Goldäcker (neolithische Landsiedlung) | A   | Im Chloster | 679200 / 283950 |

### Hallau
| KGS-Nr. | Foto | Objektbezeichnung     | Typ | Adresse     | Koordinaten     |
| ------- | ---- | --------------------- | --- | ----------- | --------------- |
| 04328   |      | Bergkirche St. Moritz | E   | Bergstrasse | 676742 / 284030 |

### Hemishofen
| KGS-Nr. | Foto | Objektbezeichnung                        | Typ | Adresse  | Koordinaten     |
| ------- | ---- | ---------------------------------------- | --- | -------- | --------------- |
| 09658   |      | Sankert (eisenzeitliche Grabhügelgruppe) | A   | Faselroo | 704350 / 282800 |

### Merishausen
| KGS-Nr. | Foto | Objektbezeichnung | Typ | Adresse    | Koordinaten     |
| ------- | ---- | ----------------- | --- | ---------- | --------------- |
| 09736   |      | Pfarrscheune      | E   | Kirchgasse | 687640 / 290609 |

### Neuhausen am Rheinfall
| KGS-Nr. | Foto | Objektbezeichnung    | Typ | Adresse         | Koordinaten     |
| ------- | ---- | -------------------- | --- | --------------- | --------------- |
| 04345   |      | Villa Charlottenfels | E   | Charlottenweg 2 | 688795 / 282877 |

### Neunkirch
| KGS-Nr. | Foto | Objektbezeichnung                              | Typ | Adresse | Koordinaten     |
| ------- | ---- | ---------------------------------------------- | --- | ------- | --------------- |
| 09659   |      | Altstadt (mittelalterliche/neuzeitliche Stadt) | A   |         | 679600 / 282700 |
| 10157   |      | Stadtbefestigung                               | O   |         | 679740 / 282800 |

### Oberhallau
| KGS-Nr. | Foto | Objektbezeichnung                    | Typ | Adresse | Koordinaten     |
| ------- | ---- | ------------------------------------ | --- | ------- | --------------- |
| 09660   |      | Überhürst (neolithisches Grabenwerk) | A   |         | 677930 / 283700 |

### Ramsen
| KGS-Nr. | Foto | Objektbezeichnung | Typ | Adresse      | Koordinaten     |
| ------- | ---- | ----------------- | --- | ------------ | --------------- |
| 04363   |      | Bibernhofgut      | O   | Bibermühle 3 | 702549 / 281913 |

### Schleitheim
| KGS-Nr. | Foto | Objektbezeichnung                          | Typ | Adresse         | Koordinaten     |
| ------- | ---- | ------------------------------------------ | --- | --------------- | --------------- |
| 04437   |      | Iuliomagus (römischer Vicus)               | A   | Zum Salzbrunnen | 678150 / 288350 |
| 09662   |      | Hebsack (frühmittelalterliches Gräberfeld) | A   | Friedhofweg     | 678525 / 288900 |
| 09663   |      | Vorholz (römischer Gutshof)                | A   | Rüedistal       | 680080 / 290440 |

### Siblingen
| KGS-Nr. | Foto | Objektbezeichnung                               | Typ | Adresse | Koordinaten     |
| ------- | ---- | ----------------------------------------------- | --- | ------- | --------------- |
| 09664   |      | Auf dem Stein (frühlatènezeitliches Gräberfeld) | A   |         | 681018 / 285218 |

### Stein am Rhein
| KGS-Nr. | Foto | Objektbezeichnung                          | Typ | Adresse           | Koordinaten     |
| ------- | ---- | ------------------------------------------ | --- | ----------------- | --------------- |
| 04447   |      | Burg Hohenklingen                          | A E | Hohenklingen 1    | 706622 / 280547 |
| 04448   |      | Ehemaliges Benediktinerkloster St. Georgen | E   | Chirchhofplatz 7  | 706771 / 279644 |
| 04449   |      | Haus Neubu                                 | E   | Bärengass 7       | 706663 / 279678 |
| 04450   |      | Haus zum Lindwurm                          | E   | Understadt 18     | 706643 / 279848 |
| 04451   |      | Gasthaus Rother Ochsen                     | E   | Rathausplatz 9    | 706707 / 279701 |
| 04454   |      | Haus zum Weissen Adler                     | E   | Oberstadt 1       | 706754 / 279726 |
| 04455   |      | Haus zur Vorderen Krone                    | E   | Rathausplatz 7    | 706712 / 279695 |
| 04456   |      | Ehemalige Klosterkirche St. Georg          | E   | Chirchhofplatz 10 | 706792 / 279656 |
| 04457   |      | Rathaus                                    | E   | Rathausplatz 1    | 706749 / 279699 |
| 04458   |      | Kirche auf Burg Hohenklingen               | E   | Hohenklingen 4    | 706680 / 279400 |
| 10162   |      | Stadtbefestigung                           | O   |                   | 706700 / 279800 |
| 10554   |      | Burg, spätrömisches Kastell                | A   |                   | 706650 / 279350 |

### Stetten
| KGS-Nr. | Foto | Objektbezeichnung  | Typ | Adresse | Koordinaten     |
| ------- | ---- | ------------------ | --- | ------- | --------------- |
| 04467   |      | Schloss Herblingen | E   |         | 691704 / 287715 |

### Thayngen
| KGS-Nr. | Foto | Objektbezeichnung                      | Typ | Adresse            | Koordinaten     |
| ------- | ---- | -------------------------------------- | --- | ------------------ | --------------- |
| 04468   |      | Weier (neolithische Ufersiedlung)      | A   |                    | 694950 / 288050 |
| 04469   |      | Kesslerloch (paläolithische Wohnhöhle) | A   | Kesslerlochstrasse | 694100 / 289050 |
| 04472   |      | Haus zum Hirzen                        | E   | Schulstrasse 3     | 695357 / 289389 |
| 04473   |      | Haus zum Rebstock                      | E   | Im Oberhof 4       | 695503 / 289356 |

### Wilchingen
| KGS-Nr. | Foto | Objektbezeichnung                      | Typ | Adresse     | Koordinaten     |
| ------- | ---- | -------------------------------------- | --- | ----------- | --------------- |
| 04361   |      | Wohnhaus (Bad)                         | O   | Osterfingen | 678534 / 278969 |
| 04362   |      | Trottenhaus                            | E   | Osterfingen | 678520 / 279800 |
| 04479   |      | Flühhalde (neolithische Höhensiedlung) | A   |             | 677930 / 279715 |
| 09665   |      | Underflöö, frühneolithische Siedlung   | A   |             | 677601 / 279400 |